# أبابيات

الأبابيّات أو الحيوانات الهدرية أو العُداريات أو الهدريات (الاسم العلمي: Hydrozoa) وواحدها الأبابيّ هي طائفة من الحيوانات تتبع شعبة اللاسعات. قد تشاهد على بعض الشواطئ أجسام كالفقاقيع ولكنها لا تشبه البتة السمك الهلامي الذي كان لها ذات يوم شكله والذي يسبح في موطنه الطبيعي (المحيط) ، سنتحدث هنا عن مجموعة اللواسع، واللاسعة حيوان يحمي نفسه عن طريق الخلايا اللاسعة .

## خصائص اللواسع
تتواجد اللواسع بكثرة في موطنها الأصلي المحيط، وبعضها قد يعيش في المياه العذبة . الموطن الطبيعي هو المكان أو المنطقة التي يعيش فيها كائن حي معين . بعض اللواسع تعيش ملتصقة بسطح ما ويكون شكلها كالورود أو الأشجار الصغيرة، وبعضها الآخر مثل السمكة الهلامية تسبح حرةً في المحيط، ورغم هذا التنوع إلاّ أن اللواسع تملك خصائص مشتركة .
للواسع شكلان رئيسان لأجسامها، البولب Polyp والمدوزي Medusa. تسبح المدوزة بشكل حر في المياه وبالمقابل فالبولب Polyp تعيش ملتصقة بسطح ما . بعض اللواسع تكون على شكل بولب Polyp وبعضها يكون على شكل مدوزي لمعظم فترة حياته بعد أن كان بولب Polyp في مرحلة قصيرة من حياته، وبعض اللواسع الأخرى يكون الشكلين مهمين في دورة حياتها . لكلا الشكلين تماثل قطري، حيث تملك اللواسع جزء علوي وسفلي وتفتقر لوجود الجزء الأمامي والخلفي، وتصميم جسمها هذا يساعدها على الإحساس بجميع الاتجاهات .
البولب Polyp
تملك اللواسع خصائص تميزها عن الإسفنج، أولاً تملك اللواسع فتحة تقود إلى الجوف الهضمي وهذه الفتحة (الفم) هي الفتحة الوحيدة إلى الجوف، وتملك اللواسع أنسجة، والخلايا التي تغطي الجزء الخارجي من اللواسع تشكل نوعاً واحداً من الأنسجة .
المدوزي Medusa

الخلايا التي تحد جسم اللواسع من الداخل تشكل نسيجاً من نوع آخر، ولكن كلا الأنسجة تحوي عضلات، وأعصاب بسيطة، والطبقتان من الأنسجة مفصولتان عن بعضهما بطبقة أخرى شبه هلامية .
من أبرز التكيفات في اللواسع المحبسّات في جسمها والتي يوجد فيها خلايا لاسعة، حيث تساعدها هذه الخلايا على حماية نفسها والحصول على غذائها، وبعد لسع ضحاياها تقوم المجسات بحملها إلى جوف الحيوان اللاسع .

التكاثر لدى الحيوانات اللاسعة Reproduction of Cnidarians:
تتكاثر اللواسع جنسياً ولا جنسياً . تتكاثر اللواسع لا جنسياً في البولب Polyp حيث ينقسم جزء من جسم الحيوان لينمو مرة جديدة ويصبح حيواناً كاملاً، وهذه العملية تسمى التبرعم .
في التكاثر الجنسي تطلق اللواسع البيض والحيوانات المنوية إلى الماء، وعند تلقيح البيض يصبح يرقة تنمو ليصبح شكلها إما بولب Polyp أو مدوزي Medusa .

الكثير من اللواسع تحوي دورة حياتها مرحلة البولب Polyp ومرحلة المدوزي Medusa ، في هذا النوع من اللواسع تكون المدوزي Medusa هي التي تتكاثر جنسياً، وفي دورة حياة اللواسع التي لا تكون فيها مرحلة المدوزة فإن البولب Polyp هو الذي يتكاثر جنسياً . السمك الهلامي يملك دورة حياة تضم مرحلة المدوزي Medusa ومرحلة البولب Polyp ، وكل بولب Polyp ينتج الكثير من حيوانات اللواسع المدوزة الصغيرة .

تنوّع اللواسع Diversity of Cnidarians
تقسم اللواسع إلى ثلاث مجموعات رئيسية، لكل منها دورة حياة مختلفة، وفي كل مجموعة تتنوع أشكال اللواسع وأحجامها ومواطنها التي تعيش فيها، ورغم أن معظم الأنواع المعروفة تعيش في المحيط فإنه قد تتواجد بعض أنواع اللواسع في البحيرات أو الأنهار والجداول . وهذه الأماكن هي التي تعيش فيها حيوانات الهيدرا، وهو من إحدى أنواع اللواسع القليلة التي تعيش في المياه العذبة .
1) شقائق النعمان البحرية : مجموعة من اللواسع تضم شقائق النعمان البحرية، واسمها العلمي يعني (الحيوانات الزهرية) ، وهي تكون على شكل بولب Polyp طوال حياتها، وتعيش بعض الأسماك بأمان في مجسات هذه اللواسع، حيث تحمي شقائق النعمان البحرية هذه الأسماك وتقوم الأسماك بالمقابل بجذب أسماك أخرى إلى الحيوان اللاسع ليتغذى عليها .
2) الأبابيات : ينتمي حيوان «مروحة البحر» هذا إلى رتبة الأبابيّات، والجزء منه يحوي الكثير من البولب Polyp ، الكثير من الأبابيّات لديها مرحلة البولب Polyp ومرحلة المدوزي Medusa . 
3) مرجان الحيد البحري : الحيد البحري الاستوائي يتكوّن من حيوانات لاسعة صغيرة تسمى مرجان، والتي تنتمي إلى نفس مجموعة شقائق النعمان البحرية، يعيش المرجان على شكل مجموعة من البولب الصغير مكوناً مستعمرات ويصنع لنفسه هيكلاً صلباً من كربونات الكالسيوم .
4) السمك الهلامي : وهو من المجموعة الثالثة للواسع، ويمضي السمك الهلامي معظم حياته على شكل مدوزي Medusa .
5) مرجان ستاجهورن (Staghorn) : ويملك هذا النوع من المرجان شكلاً مختلفاً عن مرجان الحيد البحري، ولكنه يتشابه معه بأنه يتكون من حيوانات لاسعة صغيرة على شكل بولب Polyp وتملك هيكل صلب، ويعيش هذا المرجان في منطقة الحيد البحري ولكنه لا يساعد في بنائه كما يفعل مرجان الحيد البحري .
مرجان الحيد البحري Coral Reefs:
يتواجد مرجان الحيد البحري في مياه المحيطات الدافئة حول العالم، وهو يزود أنواع كثيرة من الكائنات الحية بالموطن المناسب أكثر من أي مكان آخر في المحيط، وقد يكون الحيد البحري كبيراً جداً، مثل حيد الدفاع العظيم (The Great Barrier Reef) الواقع على شواطئ أسترالياً ويمتد طوله ليصل 2000 كلم، كما أن معظم الجزر الاستوائية كانت حيداً بحرياً جف بفعل تغيّر مستويات مياه البحر . وقد يبدو من الصعب التصديق أن هذه التضاريس بنيت بفعل الحيوانات اللاسعة (المرجان) .
يكون سطح معظم مناطق الحيد البحري مغطى بحيوانات لاسعة على شكل بولب Polyp وتكون صغيرة الحجم ولها هيكل صلب، وتحت السطح تكمن طبقات من الهياكل الصلبة للحيوانات اللاسعة الميتة والمتحللة، وينمو الحيد البحري بموت المرجان القديم وحلول المرجان الجديد مكانه (أو فوقه) .
ومن الأسباب الرئيسية التي تساعد المرجان على بناء حيد بحري ضخم هو مساعدة الطحالب لها، حيث تعيش الطحالب داخل البولب المرجاني وتصنع جزءاً من طعامه، وتعطي الطحالب المرجان لونها الزاهي، لذا يعيش المرجان في الأماكن الضحلة، وذلك ليوفر للطحالب التي تسكنه كميات وافرة من أشعة الشمس.
وفي الأماكن التي يتواجد فيها مرجان الحيد البحري لاحظ العلماء أن البولب المرجاني يقل تدريجياً وبشكل ملحوظ، ولا يتم استبداله بمرجان حي جديد، وليس هناك سبب معروف بعد لذلك ولكن بعض العلماء يضعون اللوم على الملوثات التي تُلقى في مياه المحيط .
السمك الهلامي اللاسع Stinging Jellyfish:
في كل خلية لاسعة من الحيوان اللاسع يوجد خطاف صغير بطرف سنّ حاد ملفوف ومجوّف، وعند لمس أي شيء للخلية فإن طرف السن الحاد الملفوف ينفرج فجأة، ويُطلق الخطاف باتجاه الشيء الذي لمس الخلية . وبعد ذلك تقوم أشواك خشنة مربوطة بالخطاف بمسكه وحفظه في مكانه، يفرز الخطاف السُّم في السن المجوّف، وأي حيوان يلمس الحيوان اللاسع (السمك الهلامي) فإن آلاف من هذه الخلايا تلسعه .
الخلايا اللاسعة في معظم اللواسع تبقى ضعيفة مقابل جلد جسم الإنسان، بعض الأبابيّات والأسماك الهلامية رغم ذلك تستطيع اختراق جسم الإنسان، رجل الحرب البرتغالي (Portuguese Man of war ) وهو نوع من الأبابيّات والقرّاص البحري (Sea nettle) وهو نوع من السمك الهلامي، هي أمثلة على اللواسع المؤذية للإنسان، وإذا واجهت إحدى اللواسع وأنت على شاطئ البحر فأفضل لك أن تتجنبه، وإذا لسعتك مجسات إحدى اللواسع فضع عليها القليل من الخل في أسرع وقت، حيث يحمي الخل الجلد من الالتهاب والحرقة .

## رتب
- اللاغمديات